# Блеяние (фильм)
«Блеяние» (англ. Bleat) — короткометражный фильм греческого режиссёра Йоргоса Лантимоса, первый показ которого состоялся 6 мая 2022 года, а мировая премьера в 2023 году. Главные роли в нём сыграли Эмма Стоун и Дамьен Боннар.

## Сюжет
«Блеяние» представляет собой чёрно-белый немой фильм. Его действие происходит на маленьком греческом острове. Главная героиня «колеблется между опустошением из-за потери своего партнёра и животным инстинктом к жизни».

## В ролях
- Эмма Стоун
- Дамьен Боннар

## Производство и премьера
Съёмки «Блеяния» прошли в 2020 году на греческом острове Тинос. По словам Лантимоса, этот фильм он задумал во время пребывания на Тиносе, причём он изначально хотел снять нечто буколическое и современное. В марте 2022 года вышел трейлер фильма. Премьера состоялась в мае 2022 года в Греческой национальной опере в Афинах. 4 октября 2023 года картину показали на Нью-Йоркском кинофестивале.
Согласно задумке режиссёра, «Блеяние» нужно показывать исключительно на большом экране в сопровождении живой оркестровой музыки.